# Martin Kochmann (Widerstandskämpfer)

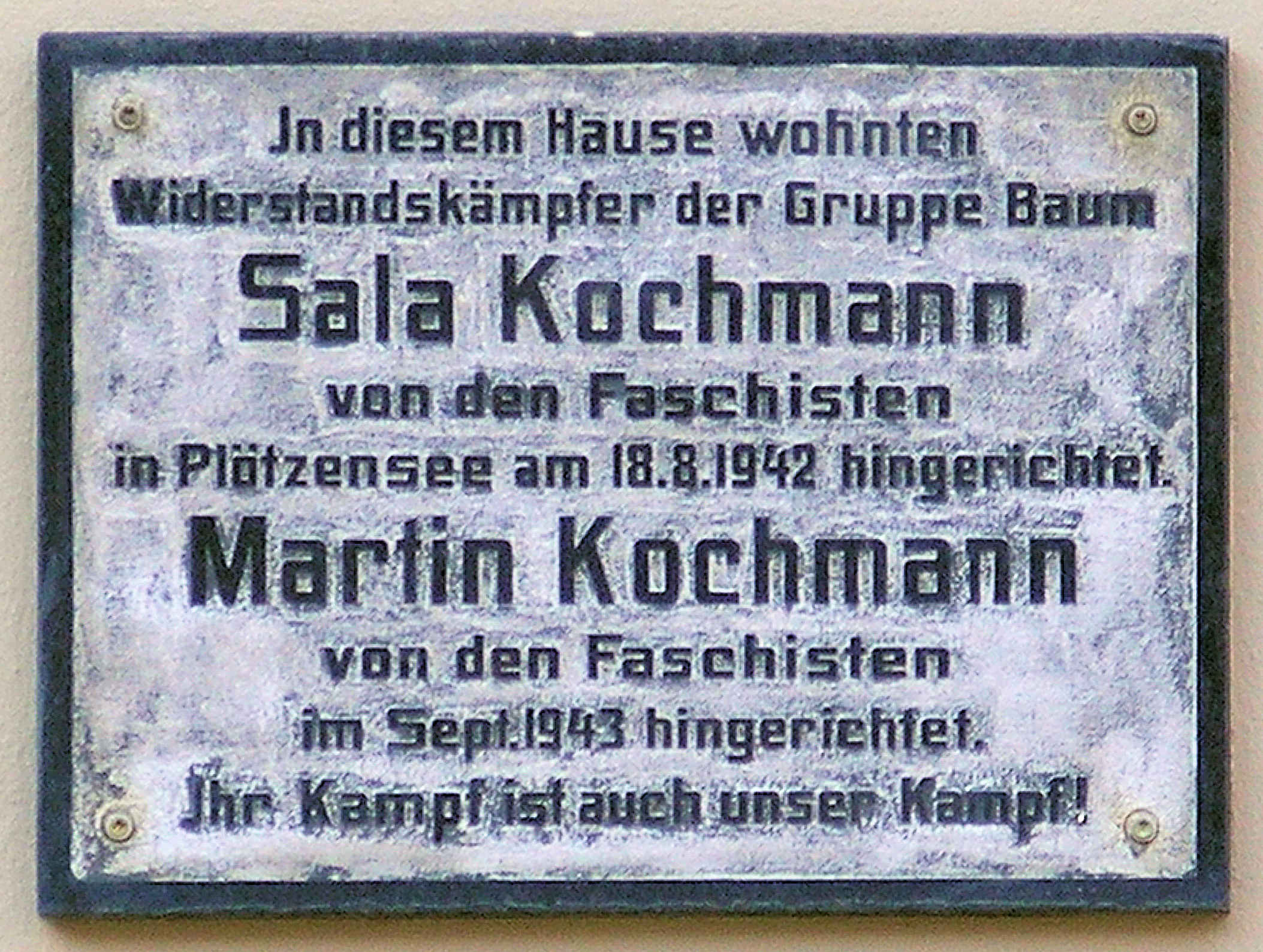
Gedenktafel für Martin und Sala Kochmann am Haus Gipsstraße 3 in Berlin.

Martin Kochmann (* 30. Oktober 1912 in Wongrowitz, Provinz Posen; † 18. September 1943 in der Strafanstalt Berlin-Plötzensee) war ein deutscher Arbeiter und Widerstandskämpfer gegen den Nationalsozialismus. Er wurde als Angehöriger der Herbert-Baum-Gruppe ein Opfer der NS-Kriegsjustiz.

## Leben und Wirken
Kochmann war der Sohn eines Fleischers und einer Schneidermeisterin. Von 1919 bis 1928 besuchte er Realschulen (seit 1921 in Berlin). Anschließend absolvierte er eine kaufmännische Lehre, die er 1931 abschloss. 
In den Jahren 1931 bis 1935 arbeitete Kochmann als kaufmännischer Angestellter, danach als Zuschneider (im Betrieb seiner Mutter), als Dreher, Bau-, Transport- und Lagerarbeiter. Politisch war Kochmann seit seiner Jugend kommunistisch orientiert: 1929 schloss er sich der Deutsch-Jüdischen Jugendgemeinschaft an und 1931 trat er in den Kommunistischen Jugendverband ein, in der er als politischer Schulungsleiter aktiv war.
Nach der Machtergreifung der Nationalsozialisten engagierte Kochmann sich in der kommunistischen Untergrundbewegung. Am 8. August 1934 wurde er wegen illegaler kommunistischer Betätigung verhaftet und am 11. August 1934 zur Untersuchungshaft ins Untersuchungsgefängnis Moabit eingeliefert. Am 11. September 1934 wurde er vor dem Kammergericht in Berlin angeklagt, schließlich aber am 17. November aus Mangel an Beweisen freigesprochen. 
1938 heiratete Kochmann Sala Rosenbaum.
Während des Zweiten Weltkrieges schloss Kochmann sich zusammen mit seiner Ehefrau der von seinem Schulfreund Herbert Baum organisierten Widerstandsgruppe gegen die NS-Herrschaft an. Diese sogenannte Herbert-Baum-Gruppe war im Wesentlichen kommunistisch ausgerichtet und versuchte, die Anstrengungen der alliierten Mächte – und unter diesen insbesondere der Sowjetunion – zur militärischen Niederwerfung des nationalsozialistischen Staates durch innerhalb der deutschen Grenzen betriebene Untergrundaktivitäten (vor allem antinazistische Propaganda und Sabotage) zu unterstützen.
Am 7. Oktober 1942 wurde Kochmann im Zuge der Zerschlagung der Herbert-Baum-Gruppe verhaftet. Er wurde vor dem Volksgerichtshof wegen Vorbereitung zum Hochverrat angeklagt, für schuldig befunden und zum Tode verurteilt. 1943 wurde er in der Strafanstalt Plötzensee hingerichtet. Seine Ehefrau war bereits im Vorjahr exekutiert worden.
Heute erinnert eine Gedenktafel an dem Haus Gipsstraße 3 an Kochmann und seine Frau. Auf dem Jüdischen Friedhof Berlin-Weißensee wird auf einer Gedenktafel an die 27 Mitglieder der Gruppe erinnert, die 1942/43 wegen ihres Widerstands hingerichtet (bzw. getötet) wurden.

## Gedenksteine

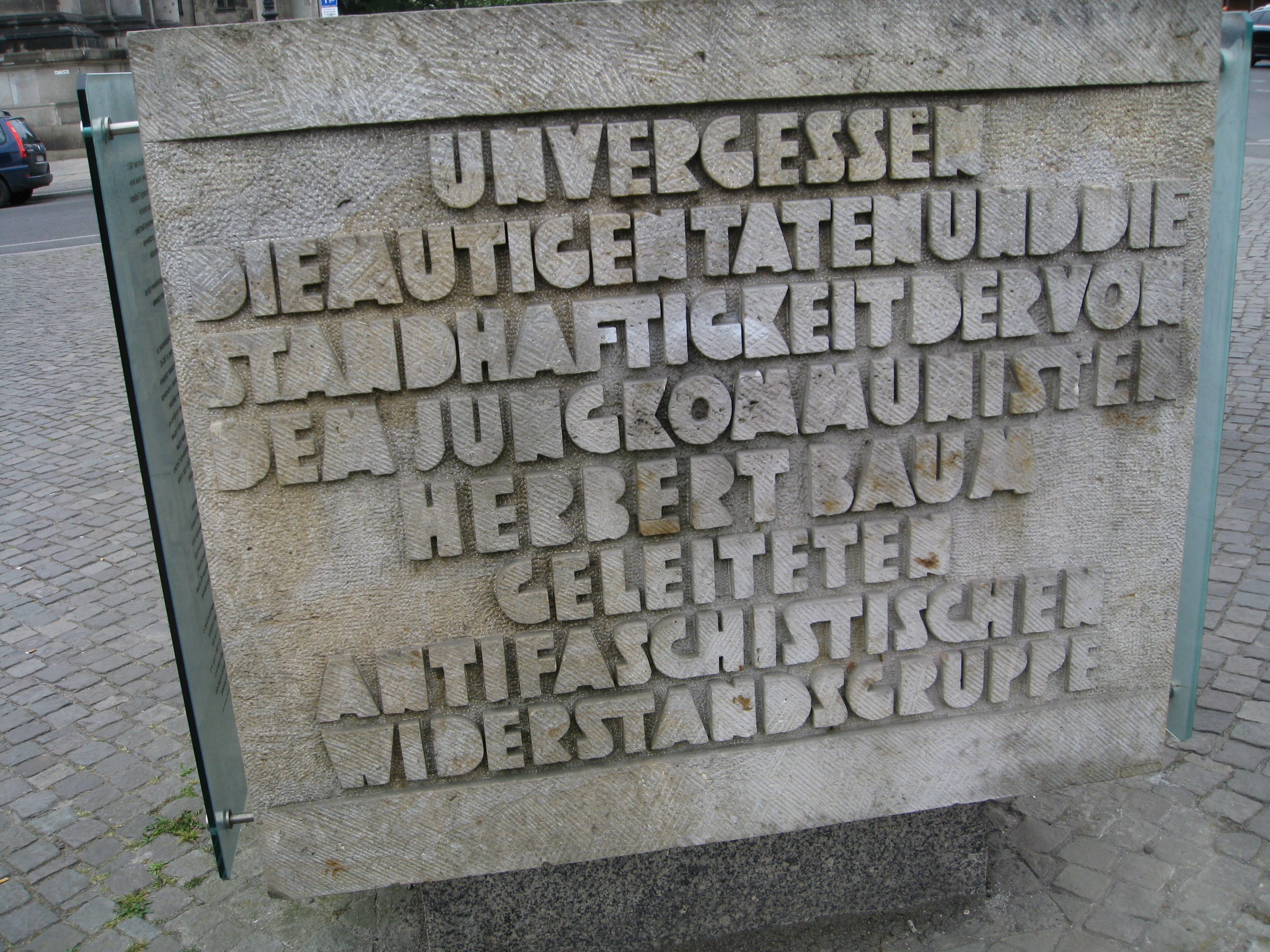
Der Berliner Gedenkstein im Lustgarten

Heute erinnern zwei der Baum-Gruppe gewidmeter Gedenksteine in Berlin namentlich auch an Martin Kochmann und seine Frau.
1. Gedenktafel in Berlin auf dem Jüdischen Friedhof Weißensee (Eingang: Markus-Reich-Platz).[3]
2. Ein von dem Bildhauer Jürgen Raue gestaltete Gedenkstein wurde 1981 im Auftrag des Magistrats von Berlin (Ost) ohne nähere Informationen über die Widerstandsaktion im Lustgarten aufgestellt.[4]